# Dulene
Dulene (em cirílico: Дулене) é uma vila da Sérvia localizada no município de Pivara, pertencente ao distrito de Šumadija, na região de Šumadija. A sua população era de 151 habitantes segundo o censo de 2011.

## Demografia
| 1948 | 1953 | 1961 | 1971 | 1981 | 1991 | 2002 | 2011 |
| ---- | ---- | ---- | ---- | ---- | ---- | ---- | ---- |
| 1155 | 1139 | 987  | 716  | 450  | 287  | 218  | 151  |